# 舍貝林卡
49°27′18″N 36°31′5″E / 49.45500°N 36.51806°E
舍貝林卡（烏克蘭語：Шебелинка）是位於烏克蘭東部的村莊，由哈爾科夫州伊久姆區的頓涅茨市鎮負責管轄。該村始建於1654年，面積1.35平方公里，海拔高度127米，2001年人口397，人口密度每平方公里293.4人。